# Vathiménil
Vathiménil é uma comuna francesa na região administrativa de Grande Leste, no departamento de Meurthe-et-Moselle. Estende-se por uma área de 12,3 km². Em 2010 a comuna tinha 342 habitantes (densidade: 27,8 hab./km²).